# Francis Malone

Bischofswappen von Francis Ignatius Malone

Francis Ignatius Malone (* 1. September 1950 in Philadelphia) ist ein US-amerikanischer Geistlicher und römisch-katholischer Bischof von Shreveport.

## Leben
Francis Malone erwarb nach dem Abschluss der High School zunächst einen Abschluss in Geschichtswissenschaft an der University of Dallas, an der er anschließend den Master of Divinity und einen Abschluss in Erziehungswissenschaften erwarb. Am 21. Mai 1977 empfing er das Sakrament der Priesterweihe für das Bistum Little Rock.
In den ersten zehn Jahren nach der Priesterweihe war er in verschiedenen Gemeinden in der Pfarrseelsorge tätig. Nach weiteren Studien erwarb er 1989 an der Katholischen Universität von Amerika das Lizenziat in Kanonischem Recht. Anschließend war er bis 1996 Rektor der Kathedrale von Little Rock. Von 2002 bis 2006 war er Generalvikar von Little Rock. Bis zu seiner Ernennung zum Bischof war er außerdem Mitglied der Personalkommission für die Geistlichen, des Priesterrates und des Konsultorenkollegiums des Bistums Little Rock. Zeitweise war er auch in der Öffentlichkeitsarbeit des Bistums, als Richter am Kirchengericht und als Vizeoffizial tätig. 1998 verlieh ihm Papst Johannes Paul II. den Ehrentitel eines Päpstlichen Ehrenprälaten. Papst Benedikt XVI. ernannte ihn 2010 zum Apostolischen Protonotar.
Am 19. November 2019 ernannte ihn Papst Franziskus zum Bischof von Shreveport. Der Erzbischof von New Orleans, Gregory Aymond, spendete ihm am 28. Januar des folgenden Jahres im Shreveport Convention Center die Bischofsweihe. Mitkonsekratoren waren der Bischof von Little Rock, Anthony Basil Taylor, und sein Amtsvorgänger Michael Gerard Duca, Bischof von Baton Rouge.